# Peripsyllopsis speciosa
Peripsyllopsis speciosa är en insektsart som först beskrevs av Capener 1973.  Peripsyllopsis speciosa ingår i släktet Peripsyllopsis och familjen rundbladloppor. Inga underarter finns listade i Catalogue of Life.